# Ibobang
Ibobang ist ein Ort im administrativen Staat Ngatpang auf der Insel Babeldaob in Palau.

## Geographie
Der Ort liegt im Zentrum von Ngatpang an der Karamadoo Bay. Der Ort besteht nur aus einer kleinen Straßensiedlung und es gibt einen Bootsanleger.
In der Nähe befindet sich das historische Kamesang Dock.

## Klima
Das Klima ist tropisch heiß, wird jedoch von ständig wehenden Winden gemäßigt. Ebenso wie die anderen Orte von Palau wird Imetang gelegentlich von Zyklonen heimgesucht.
Koordinaten: 7° 29′ 31,4″ N, 134° 31′ 30,2″ O